# Édesanyám is volt nékem
Az Édesanyám is volt nékem egy ismeretlen eredetű népies dal. Berecz Ede Nemzeti lant című zongorakíséretes népdalkönyvének III. füzetében jelent meg 1882 táján.

## Kotta és dallam
| Édesanyám is volt nékem. Keservesen nevelt engem. Éjszaka font, nappal mosott, jaj de keservesen tartott. | Erdők, mezők, vad ligetek, de sokat jártam bennetek. De sok napot éjszakával töltöttem a bujdosással. | Mikor mentem hazafelé, megnyílt az ég háromfelé, ragyogtak rám a csillagok, mert tudták, hogy árva vagyok. |

## Felvételek
- Édesanyám is volt nékem. Szalay László, Oláh Kálmán és zenekara  YouTube (2010. október 24.)  (Hozzáférés: 2017. január 11.) (audió)
- Édesanyám is volt nékem. Győri Szabó József  YouTube (2009. február 26.)  (Hozzáférés: 2017. január 11.) (videó)
- Édesanyám is volt nékem. Gózon Gyula  YouTube (2014. április 5.)  (Hozzáférés: 2017. január 11.) (audió)
- Édesanyám is volt nékem. Horváth Lajos és zenekara  YouTube (1965. december 7.)  (Hozzáférés: 2017. január 11.) (audió)
- Édesanyám is volt nékem. cimbalom.nl (Hozzáférés: 2017. január 11.) (audió) arch